# Командный чемпионат мира по международным шашкам 2016 (блиц)
Командный чемпионат мира по международным шашкам 2016 года в блице прошёл 30 апреля в Измире, Турция в рамках мужского турнира. Приняло участие 9 команд.
Команды распределялись по наименьшей сумме мест, набранные её участниками. Учитывались три лучших результата.

## Итоги
1. Россия (Амриллаев, Гетманский, Трофимов, запасные — Шайбаков, Шварцман)- 12
2. Сенегал (Самб, Ба, Ге) — 24
3. Украина (Иванов, Шкатула, Аникеев) — 29
4. Италия (Мианезе, Данезе, Боргетти) — 54
5. Нидерланды (Ван дер Брук, ван Амеронген) — 57
6. Турция (Экси, Аккахве, Барут) — 63
7. Беларусь (Булатов) — 65
8.Латвия (Валнерис) — 66
9. Камерун (Мбонго) — 67